# Insegnami ad uccidere
Insegnami ad uccidere (in turco Karateci Kız, "La ragazza karateka") è un film turco del 1973, diretto da Orhan Aksoy.

## Trama
Zeynep, la protagonista, vive con il suo vecchio padre. Lei non può parlare, dato che ha perso la capacità di farlo a causa di un incidente e avrebbe bisogno di un'operazione per poter parlare di nuovo. 
Un giorno, cinque detenuti evasi da un carcere, arrivano a casa di Zeynep, rubano loro dei soldi e uccidono suo padre. 
A seguito della morte dell'uomo, Zeynep riacquista la capacità di parlare. 
I detenuti fuggiaschi vengono nel frattempo arrestati; Zeynep, convocata dalla polizia per un riconoscimento, volendosi vendicare, nega che siano stati loro, permettendo così che vengano rilasciati. 
La polizia nomina l'agente Murat per far sì che Zeynep rilasci una dichiarazione, Murat però se ne innamora; inoltre le insegna come utilizzare una pistola e la porta in una palestra di karate, nascondendole il fatto d'essere un agente di polizia.
Ha inizio così una relazione che culmina con un matrimonio tra i due. Durante lo sposalizio irrompono i cinque detenuti che Zeynep non volle riconoscere, i quali le uccidono il marito.
Accecata dalla vendetta, si arruola in polizia, finendo con il rintracciare i cinque malviventi ed eliminarli uno ad uno.